# Дарендорф, Ральф
Ральф Густав Да́рендорф (нем. Ralf Gustav Dahrendorf; 1 мая 1929, Гамбург — 17 июня 2009, Кёльн) — англо-германский философ, социолог, политолог и общественный деятель. Экс-председатель Немецкого социологического общества, член бундестага, парламентский государственный секретарь министерства иностранных дел, член Европейской комиссии, директор Лондонской школы экономики и политических наук. Один из основателей Университета Констанц и экс-член британской палаты лордов.
Член Британской академии (1977), иностранный член Национальной академии наук США (1977), Российской академии наук (1994).

## Биография

### Третий рейх и послевоенные годы
Родился в семье Густава Дарендорфа, члена Социал-демократической партии Германии и депутата от этой партии в рейхстаге. После того как его отец в 1933 году проголосовал против закона о предоставлении чрезвычайных полномочий правительству, он был арестован и потерял работу. В 1935 году Ральф Дарендорф обучался в Берлине в школе, с 1938 года посещал гимназию.
В 1941 году его семья переселилась в Буков (Buckow), где в школе-интернате 14-летний Ральф был соавтором листовок против национал-социализма. Отец Ральфа вёл агитационную работу в социал-демократическом подполье и после событий 20 июля 1944 года был арестован. Ральфа Дарендорфа в ноябре 1944 года должны были отправить в тюрьму во Франкфурте-на-Одере, но пощадили ввиду его молодости и он был доставлен в лагерь возле дер. Шветиг, где содержался до освобождения Красной Армией.
Густав Дарендорф был противником объединения СДПГ и КПГ в Советской зоне оккупации и тем самым противостоял решению руководства партии во главе с Отто Гротеволем. При содействии британских военных семья Дарендорф переселилась из Берлина в Гамбург, где Дарендорф сдал экзамены на аттестат зрелости.
В 1948 году Ральф впервые приехал в Великобританию, где в течение шести недель занимался на политических курсах, организованных для ряда военнопленных и немцев британской зоны оккупации (Уилтон-парк).

### Учёба и карьера в университете
Дарендорф изучал философию и классическую филологию в Гамбургском университете. Его главными учителями были филолог Эрнст Цинн (Ernst Zinn) и философ Йозеф Кёниг (Josef König). В 1952 году защитил там диссертацию по философии «Идея справедливости в мышлении Карла Маркса». С 1952 по 1954 год он изучал социальные науки в Лондонской школе экономики и политических наук, где слушал лекции Карла Поппера. Там он стал аспирантом британского социолога Томаса Маршалла. Вместе с Дэвидом Локвудом (David Lockwood) и Бэзилом Бернштейном (Basil Bernstein) принадлежал кругу студентов-аспирантов, возглавляемому социологом А. Х. Хэлси (A. H. Halsey).
В 1956 году защитил диссертацию по теме «Неквалифицированный труд в британской промышленности». Наряду с этой диссертацией он работал там также над сочинением «Классы и классовый конфликт в индустриальном обществе», которое он в 1957 году предъявил в качестве докторской диссертации (для получения доцентуры в университете) Университету Заарланда.
Первые книги Дарендорфа — публикации его диссертаций по социальной философии, посвященных критике Маркса и марксистской теории общества. Среди них — «Маркс в перспективе. Идея справедливости в мышлении Карла Маркса» («Marx in Perspective. Die Idee des Gerechten im Denken von Karl Marx», 1953) и «Социальные классы и классовый конфликт в индустриальном обществе» («Soziale Klassen und Klassenkonflikt in der industriellen Gesellschaft», 1957).
Дарендорф, был стажёром американского Центра исследований по поведенческим наукам (Пало-Альто, 1957—1958), преподавателем и исследователем на кафедрах социологии в Академии общего хозяйства (нем. Akademie für Gemeinwirtschaft), и Университете Гамбурга (с 1958 года), Тюбингене (с 1960 года) и Констанце (с 1966 года).

### Политическая деятельность в Свободной демократической партии
Несмотря на то, что Дарендорф после войны сначала являлся членом СДПГ, а также кратковременно членом Социалистического союза немецких студентов, который возглавлял Гельмут Шмидт, Дарендорф известен в своей политической деятельности прежде всего как генератор идей либерализма. После того как он однажды уже выставлял свою кандидатуру в региональных списках Свободной демократической партии, его окончательно выбрали в 1967 году в СвДП. Вместе с тогдашним секретарём Карлом-Херманном Флахом (Karl-Hermann Flach) он занимался в значительной степени программной переориентацией партии в конце 1960-х-начале 1970-х. Известным он стал также благодаря общественным дискуссиям (на которые редко отваживались подобные ему) с адептами движения 68 года, например, с Руди Дучке.
В 1968 году Дарендорф стал депутатом от либералов в Ландтаге земли Баден-Вюртемберг, но 28 октября 1969 года он отказался от своего мандата, когда вступил в Бундестаг, который он уже 25 августа 1970 года снова покинул. Некоторое время он работал при первом правительстве Вилли Брандта в качестве парламентского государственного секретаря в министерстве иностранных дел, до тех пор пока в 1970 году не уехал в Брюссель как комиссар Европейского экономического сообщества (при председателе Мальфатти) по внешним отношениям и внешней торговле. При председателе комиссии Ортоли он был ответственным за исследования, науку и образование вплоть до своей отставки в 1974 году.

### Карьера в университете и общественной сфере после 1974
В 1974 году Дарендорф вернулся в науку и руководил прославленной Лондонской школой экономики (до 1984 года). С 1984 по 1986 год работал в Университете Констанцы, а в 1986—1987 годах — в Нью-Йорке, приглашённым профессором Фонда Рассела Сейджа. С 1987 по 1997 год он был ректором Сент-Энтони-колледжа Оксфордского университета, с 1991 по 1997 год в добавление к этому — проректором этого университета.
В 1982 году он был произведён королевой Елизаветой II в кавалеры Ордена Британской империи, с которым для британских граждан связан дворянский титул «Сэр».
В 1988 году Дарендорф принял британское гражданство, в 1993 году он был произведён в пожизненные пэры и получил титул барона Клэр Маркет в столичном округе Вестминстер. Клэр Маркет — это рынок при Лондонской школе экономики, который служил также местом стоянки автомашин. Поблизости раньше стоял замок Джон Эрла Клэра, который жил там до 1617 года. Дарендорф выбрал титул, как обычно, сам и этим показал своё отношение к Лондонской школе экономики.
С 1982 по 1987 год Дарендорф был председателем правления близкого к СвДП Фонда Фридриха Науманна. С тех пор как он стал британским гражданином, он вступил в Либерально-демократическую партию и с 1993 года был членом палаты лордов. В Германии он был Советником баденской газеты. Дарендорф получил в 1989 году премию Зигмунда Фрейда за научную прозу. Он был послом инициативной новой социальной рыночной экономики. В 1997 году ему вручили награду Теодора Хойса за его политическую и гуманитарную деятельность на протяжении всей жизни. В 2002 году он был отмечен как первый носитель наград Университета Франкфурта, города Франкфурта и Дрезденского Банка.

## Теория социального конфликта
Конфликт является естественным результатом любой системы управления. Суть социального конфликта заключается в различии социальных позиций и ролей в обществе: у одних есть власть и право управлять, у других таких привилегий нет. В результате обострение противоречий внутри общества может быть обусловлено рядом причин: диспропорция в распределении власти и отсутствие свободных каналов перераспределения власти.
Однако конфликты в обществе можно регулировать и управлять ими. Для этого существуют социальные институты, которые вырабатывают правила поведения для конфликтующих сторон. Преодоление конфликта подразделяется на несколько этапов: осознание своих интересов противоположными группами, объединение и перераспределение власти. Итогом любой конфликтной ситуации становятся социальные изменения в обществе.
В книге «Общество и демократия в Германии» (1969) Дарендорф описывает политический спектр Германии конца XIX—начала XX в.:

В имперской Германии были национал-националисты, как [Генрих фон] Трейчке, национал-социалисты, как [Густав фон] Шмоллер, национал-либералы, как [Макс] Вебер, и множество версий и оттенков этих позиций, но все группы исповедовали примат национального.
— Darendorf R. Society and Democracy in Germany.
 Greenwood Press, Westport, Conn., 1969. P. 57.
Р. Дарендорф рассматривает социальный конфликт на разных социальных уровнях: от индивида и малой социальной группы до общества в целом. По его мнению, конфликт способствует динамичному развитию социальной системы, если он рационально регулируется. Регулируемый конфликт порождает изменения, являющиеся толчком к эволюции социальной организации. Главная цель данного прогресса, по мнению Р. Дарендорфа, — это построение мирового гражданского общества.

## Сочинения на русском языке

### Монографии
- Современный социальный конфликт. Очерк политики свободы. — М., 2002.
- Дарендорф Р. Тропы из утопии. — М., 2003.
- Дарендорф Р. Соблазны несвободы / пер. с нем. Гринберг Марк. — М.: Новое литературное обозрение, 2021. — 360 с. — (Либерал.ру). — ISBN 978-5-4448-1713-1.

### Статьи
- Дарендорф Р. Гражданская ответственность интеллектуалов: против нового страха перед просвещением // Полис (Политические исследования). — 1997. — № 6.
- Дарендорф Р. Элементы теории социального конфликта // Социологические исследования. — 1994. — № 5. — С. 142–147. — ISSN 0132-1625.